# Некімі (Вісконсин)
Некімі (англ. Nekimi) — місто (англ. town) в США, в окрузі Віннебаґо штату Вісконсин. Населення — 1337 осіб (2020).

## Демографія
Згідно з переписом 2010 року, у місті мешкало 1429 осіб у 564 домогосподарствах у складі 424 родин. Було 586 помешкань
Расовий склад населення:
| - 98,4 % — білих - 0,8 % — азіатів - 0,1 % — корінних американців - 0,1 % — чорних або афроамериканців |

До двох чи більше рас належало 0,4 %. Частка іспаномовних становила 2,0 % від усіх жителів.
За віковим діапазоном населення розподілялося таким чином: 20,7 % — особи молодші 18 років, 65,4 % — особи у віці 18—64 років, 13,9 % — особи у віці 65 років та старші. Медіана віку мешканця становила 44,8 року. На 100 осіб жіночої статі у місті припадало 103,3 чоловіків;  на 100 жінок у віці від 18 років та старших — 105,6 чоловіків також старших 18 років.
Середній дохід на одне домашнє господарство  становив 83 628 доларів США (медіана — 72 734), а середній дохід на одну сім'ю — 93 072 долари (медіана — 80 313). Медіана доходів становила 56 635 доларів для чоловіків та 47 708 доларів для жінок. За межею бідності перебувало 3,5 % осіб, у тому числі 4,0 % дітей у віці до 18 років та 2,6 % осіб у віці 65 років та старших.
Цивільне працевлаштоване населення становило 895 осіб. Основні галузі зайнятості: виробництво — 31,7 %, освіта, охорона здоров'я та соціальна допомога — 13,0 %, мистецтво, розваги та відпочинок — 8,3 %, роздрібна торгівля — 7,7 %.